# Dysartri
Dysartri er en motorisk taleforstyrrelse forårsaget af svigt i de muskler, der anvendes ved tale.
 Der er for få eller ingen kildehenvisninger i denne artikel, hvilket er et problem. Du kan hjælpe ved at angive troværdige kilder til de påstande, som fremføres i artiklen.